# Ley contra la blasfemia

Distribución geográfica actual
Ausencia de leyes contra la blasfemia
Leyes contra la blasfemia revocadas
Restricciones locales
Restricciones y multas
Penas de prisión
Penas de muerte

Una ley contra la blasfemia es una ley que prohíbe y castiga la blasfemia, entendida como la irreverencia hacia personajes, artefactos, costumbres y creencias de carácter religioso.
De acuerdo con el Pew Research Center, en 2014 el 26% de los países y territorios del mundo tenía en vigor leyes o políticas contra la blasfemia.
En el mundo existe un debate que contrapone la existencia de leyes contra la blasfemia con el respeto a la libertad de expresión. Organizaciones pro derechos humanos y el Consejo de Derechos Humanos de las Naciones Unidas han condenado la existencia de leyes contra la blasfemia al considerar que vulneran los derechos humanos, ya que sirven habitualmente para perseguir a las personas por creencias y actividades que no se ajustan a la opinión mayoritaria sobre asuntos religiosos y para reprimir la crítica a la religión. Algunos países justifican la existencia de esta legislación en que protegen las creencias religiosas de la mayoría religiosa, mientras que en otros se considera que ofrecen una protección a las creencias de las minorías.
Las leyes contra la blasfemia pueden prohibir la vilificación de la religión o de grupos religiosos, la difamación de la religión y de sus practicantes, la denigración de la religión y de sus seguidores, la ofensa a los sentimientos religiosos o el desprecio de la religión. En algunas jurisdicciones, pueden incluir leyes contra el discurso de odio que van más allá de prohibir la incitación inminente al odio y a la violencia contra grupos religiosos.
Los expertos en derechos humanos reclaman legislaciones que hagan una distinción adecuada entre la protección de las libertades individuales y una restricción excesiva de la libertad de expresión. El artículo 20 del Pacto Internacional de Derechos Civiles y Políticos obliga a los países a adoptar medidas legislativas contra «toda apología del odio nacional, racial o religioso que constituya incitación a la discriminación, la hostilidad o la violencia». Sin embargo, el Pacto también subraya que esta protección debe estar cuidadosamente delimitada y no supone en ningún caso un apoyo de la prohibición de la blasfemia per se.

## Leyes contra la blasfemia por país

### España
El artículo 525 del Código Penal de España contempla el delito de escarnio prescribiendo una pena de ocho a doce meses de multa a «quienes, para ofender los sentimientos de los miembros de una confesión religiosa, hagan públicamente, de palabra, por escrito o mediante cualquier tipo de documento, escarnio de sus dogmas, creencias, ritos o ceremonias, o vejen, también públicamente, a quienes los profesan o practican». La misma pena se aplica a quien hace escarnio de quienes no practican ninguna religión.
El artículo 524 del C.P. regula que, el que, en templo, lugar destinado al culto o en ceremonias religiosas ejecutare actos de profanación en ofensa de los sentimientos religiosos legalmente tutelados será castigado con la pena de prisión de seis meses a un año o multa de 12 a 24 meses.
En la práctica, este articulado tiene aplicaciones cercanas al de un delito de blasfemia. Por ejemplo, Javier Krahe fue juzgado en mayo de 2012 por una cinta casera de 54 segundos realizada hacía 34 años en la que se le veía junto a unos amigos cocinando un crucifijo. Fue absuelto de todos los cargos porque el juez estimó que la película casera objeto de la demanda había sido el resultado del legítimo ejercicio de una expresión artística que "con un componente burlesco, hizo una crítica del fenómeno religioso en nuestra sociedad". En el corto, según el juez, había "un inequívoco sentido satírico, provocador y crítico, pero no el de ofender".

### Pakistán
Entre los países de mayoría musulmana, Pakistán es el que tiene las leyes más estrictas contra la blasfemia. § 295-A del código penal de Pakistán prohíbe los sentimientos religiosos ultrajantes. § 295-B castiga la profanación del Corán con una pena de prisión de por vida. § 295-C prescribe la pena de muerte o la pena de muerte y una multa por el «uso de comentarios despectivos hacia el Santo Profeta».
Las personas acusadas de blasfemia, así como los agentes de policía, abogados y jueces a menudo son objetivos de acoso, amenazas, ataques y asesinatos cuando se trata de delitos de blasfemia.

### Reino Unido
La ley contra la blasfemia, vigente desde el siglo XVII, fue revocada por el Parlamento británico bajo The Criminal Law Act de 1967. Los restantes precedentes legales, procedentes de juicios de la ley consuetudinaria, fueron abolidos bajo The Criminal Justice and Immigration Act de 2008.

### Tailandia
En Tailandia el rey es soberano, y blasfemar contra él se considera delito de lesa majestad en Tailandia y acarrea pena de prisión de 3 a 15 años.